# Années 220
Les années 220 couvrent la période de 220 à 229.

## Événements

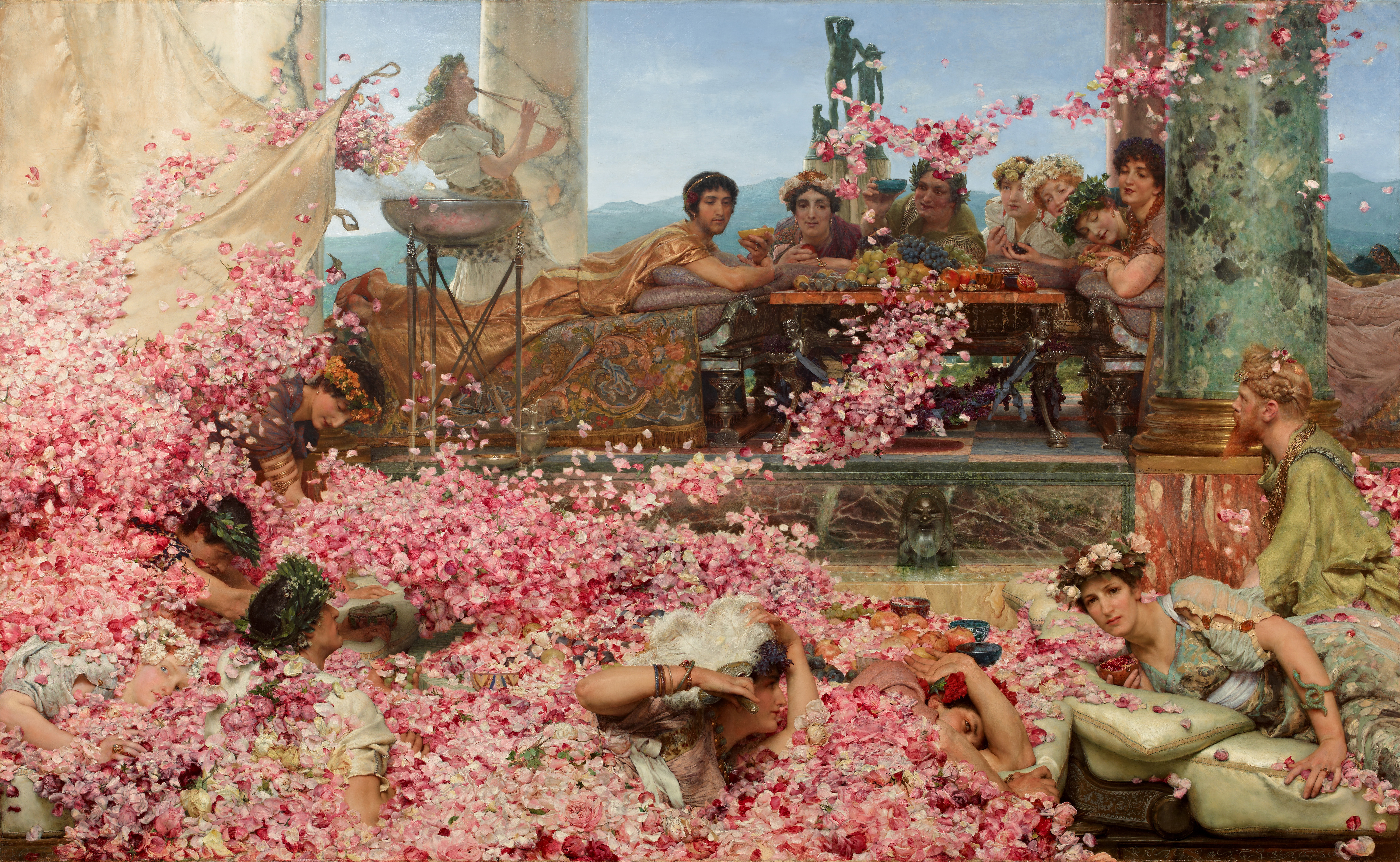
Les roses d'Élagabal, toile de Lawrence Alma-Tadema, 1888

- 220 : l'empereur Han Xiandi est déposé par Cao Pi. Fin de la dynastie des Han en Chine[1]. Début de la période des Trois royaumes de Chine.
- 222 : bataille de Yiling[2].
- 222-235 : règne de Sévère Alexandre, dernier empereur romain de la dynastie des Sévères. En matière religieuse, Sévère Alexandre reste fidèle à l’idée syncrétiste, sous une forme tolérante et modérée. Il juxtapose dans son oratoire privé des statues d’Apollonios de Tyane, d’Orphée, d’Abraham et de Jésus-Christ[3]. La pierre noire d’Élagabal reprend le chemin d’Émèse[4].

- 224-226 : début de la dynastie des Sassanides en Perse. Le prince perse Ardachêr, originaire du Fars, se révolte et conquiert l’Iran jusqu’à l’Indus[5]. Sa révolte comme une réaction nationale perse contre l’Empire parthe à la civilisation fortement colorée d’hellénisme[6]. L’arrivée au pouvoir des Sassanides, dévoués au zoroastrisme, rompt l’Alliance vieille de plusieurs siècles entre les Perses et les Juifs de Babylone. Ils sont persécutés au gré des politiques contradictoires des rois successif comme les chrétiens et d’autres groupes religieux, par les prêtres de Ahura Mazda[7].

- 228 : révélation du prophète Mani[8].

- Ambassade indienne en Syrie du sage gymnosophiste Dandamis ou Sandanes auprès d’Élagabal. Il rencontre à Emèse le philosophe chrétien Bardesane[9].

## Personnages significatifs
- Ardachîr Ier
- Calixte Ier
- Cao Pi, fondateur de la dynastie Wei.
- Élagabal (empereur)
- Hippolyte de Rome
- Julia Maesa
- Julia Soaemias
- Sévère Alexandre
- Ulpien